# Bey-sur-Seille
Bey-sur-Seille település Franciaországban, Meurthe-et-Moselle megyében. Lakosainak száma 189 fő (2022. január 1.). Bey-sur-Seille Aboncourt-sur-Seille, Bioncourt, Amance, Bouxières-aux-Chênes, Brin-sur-Seille és Lanfroicourt községekkel határos.

## Népesség
A település népességének változása:
| Lakosok száma | 94   | 107  | 130  | 158  | 155  | 160  | 169  | 174  | 179  | 189  |
|               | 1968 | 1982 | 1990 | 2006 | 2013 | 2015 | 2017 | 2019 | 2020 | 2022 |